# Shirebrook
Shirebrook è un comune di 10 412 abitanti della contea del Derbyshire, in Inghilterra.